# مارتي هنت
مارتي هنت (بالإنجليزية: Marty Hunt)‏ هو ضابط شرطة وسياسي أسترالي، ولد في 2 ديسمبر 1970 في أستراليا. حزبياً، نشط في الحزب الوطني الليبرالي في كوينزلاند. وقد انتخب عضو المجلس التشريعي ولاية كوينزلاند عن دائرة Electoral district of Nicklin ‏ (25 نوفمبر 2017 – ).